# Dover Mound
De Dover Mound was een mound (tumulus, grafheuvel) van de Adenacultuur bij Dover in Mason County in Kentucky, Verenigde Staten, waar de antropologen William Snyder Webb en Charles Ernest Snow opgravingen deden in 1950-1951. De mound werd geheel afgegraven. 
De opgraving werd gesponsord door de University of Kentucky. Er werden 55 graven met bijbehorende artifacten ontdekt. Bij de opgravingen kwam de Kentucky Giant aan het licht, in graf nr. 40, een skelet van 7 feet (2,13 m), volgens een koolstofdatering 2650 jaar oud. Hij was 25-30 jaar toen hij overleed.